# IC 2226
IC 2226 ist eine Balken-Spiralgalaxie vom Hubble-Typ SABab im Sternbild Krebs auf der Ekliptik. Sie ist schätzungsweise 480 Millionen Lichtjahre von der Milchstraße entfernt.
Das Objekt wurde in den 1890er Jahren von Edward Emerson Barnard entdeckt.